# 山村響
山村響（日语：／ Yamamura Hibiku，1988年2月10日—）是日本的女性聲優、歌手，東京俳優生活協同組合所屬。福岡縣出身。身高160cm。血型O型。擔任聲優、錄製角色歌時使用山村響名義，進行音樂活動時則使用hibiku名義。

## 生平
2007年以RAMS Professional Education4期生的身分入所。在學中曾在《RAMS LIVE FESTIVAL》 2007出演。
2008年於Dream Factory中的「Dream Factory The Debut 新人聲優甄選」獲得歌唱獎。
2010年1月以hibiku的名義歌手出道。同年10月31日退出所屬事務所RAMS。
2012年7月加入Toritori Office，2015年5月末退出並自6月1日開始加入東京俳優生活協同組合。

## 演出作品
※粗體字為主要角色。

### 電視動畫
2008年
- 熱走！龜1大獎賽（凱薩琳）

2009年
- 暖爐貓（零、庫拉拉）

2010年
- 青春CUP（女學生）
- B型H系（女性客）
- K-ON！！（同學〈瀧惠理〉）
- 超元氣3姊妹（虻川、田淵）

2011年
- 超元氣3姊妹 增量中！（田淵）
- 迴轉企鵝罐（藤代萬里、水族館之母）

2013年
- 我的朋友很少NEXT（冬木陽子）
- 革神語（菊理〈秘女王〉[6]、神薙〈少年時代〉）
- 反斗小王子（街上的人、主婦）
- 美食獵人TORIKO（小麥原料）
- 蒼藍鋼鐵戰艦（榛名[7]）
- 武士弗拉明戈（女性A）
- 銀之匙 Silver Spoon（女子）

2014年
- 鐵金剛少女Z（比魯加斯V5[8]）
- 超地下偶像（桃）
- 武士弗拉明戈（播報聲）
- 愛絲卡&羅吉的鍊金工房～黃昏天空之鍊金術士～（克羅涅[9]）
- 舞力四射（櫻坂學）
- 結城友奈是勇者（級任老師）

2015年
- JoJo的奇妙冒險 星塵鬥士（笨豬〈女人臉龐〉）
- 無頭騎士異聞錄 DuRaRaRa!!×2 承（秘書）
- Go！Princess 光之美少女（天之川綺羅／閃亮天使）
- 電波教師（女學生G）
- 終結的熾天使（阿朱羅丸[10]）
- 舞力四射（瑞希的母親）
- 银魂°（男子B）
- 若葉女孩（幽靈）
- T寶的悲慘日常 夢幻篇（榛名）
- 無頭騎士異聞錄 DuRaRaRa!!×2 轉（看護師、秘書）
- 流浪神差 ARAGOTO（伊邪那美、神器A）
- Dance with Devils（立華瑪莉亞、幼少林德2、女子學生）
- 新妹魔王的契約者 BURST（露綺亞）
- 終結的熾天使 名古屋決戰篇（阿朱羅丸）

2016年
- 暗殺教室 第2期（鬼屋敷櫻）
- GATE 奇幻自衛隊 在彼方的土地，如斯的戰鬥 第2期（望月紀子）
- Dimension W －第四次元－（雙胞胎機器人）
- Re：從零開始的異世界生活（卡德蒙的妻子）
- Anne Happy ♪（萩生响）
- 制約之絆（園崎法子）
- 魔奇少年 辛巴達的冒險（女孩子A）
- LoveLive! Sunshine!!（老師、店裡的大姐姐、母、女性店員）
- NEW GAME!（青葉的母親、月光戰隊）
- 發條精靈戰記 天鏡的極北之星（希夏）
- 競女!!!!!!!!（日下生美櫻）

2017年
- Frame Arms Girl 骨裝機娘（骨姬[11]）
- 重啟咲良田（淺井惠〈少年〉）
- 見習神仙 秘密的心靈（蝶野光）
- 喧嘩番長 乙女 －Girl Beats Boys－（中山雛子[12]）
- 雛邏輯～來自幸運邏輯～（妮娜·亞歷山德羅芙那）
- NEW GAME!!（月光戰隊）
- 地獄少女 宵伽（マカロン・ナナコ）
- 迪亞地平線（被）（英格莉德）

2018年
- DEVILSLINE 惡魔戰線（住森麻夕）
- 和風喫茶鹿楓堂（近藤翼）
- 奴隸區 The Animation（荒川英愛）
- ISLAND（伽藍堂紗羅[13]、莎拉·加蘭德）
- 見習神仙 秘密的心靈（蝶野光、卡蠟）
- 雷頓的神秘偵探社 ～卡翠的解謎事件簿～（傑拉爾丁·羅亞、太空船司機）
- 鬼太郎（第6作）（阿尼艾斯）

2019年
- 荒野的壽飛行隊（札拉[14]）
- 卡片戰鬥!! 先導者 中學生·高中生篇（中學生B）
- 拾又之國（愛蜜莉亞[15]）
- 慎重勇者～這個勇者明明超TUEEE卻過度謹慎～（阿麗雅朵亞）
- BEASTARS（瑞知）

2020年
- 請在伸展台上微笑（都村葵）
- 寶石商人理察的謎鑑定（理察〈少年時代〉）
- 異種族風俗娘評鑑指南（迪米亞）
- pet（アミ）
- 星光頻道（露露娜）
- 新櫻花大戰 the Animation（望月薊）
- 天晴爛漫！（空乃綾音）
- 闇影詩章（フィーア）
- 彼得·格里爾的賢者時間（莉莎·阿爾帕卡斯[16]）
- 戰翼的希格德莉法（克勞迪婭·布拉福德）

2021年
- 七騎士 革命 -英雄的繼承者-（法里亞）
- Fairy蘭丸（美梨香）
- 歌劇少女!!（白川曉也〈幼少期〉）
- 橘色榮耀！（川上篤美）
- 鬼滅之刃 無限列車篇
- Muv-Luv Alternative（速瀨水月）
- 結城友奈是勇者 -大滿開之章-

2022年
- ORIENT 東方少年（小次郎〈幼少期〉）
- 闇影詩章F（蜜田川イツキ、スレイド）
- 派對咖孔明（久遠七海[17]）
- BanG Dream! Morfonication（老師）
- 受讚頌者 二人的白皇（希絲）
- 我家師傅沒有尾巴（大黑亭文狐[18]）
- 夫婦以上，戀人未滿。（班導）
- 彼得·格里爾的賢者時間 Super Extra（莉莎·阿爾帕卡斯）
- 秋葉原冥途戰爭（艾爾）

2023年
- Buddy Daddies 殺手奶爸（小鳥的媽媽）
- 天國大魔境（時男[19]）
- 勇者死了！（尤娜·優妮絲[20]）
- 轉生貴族的異世界冒險錄～不知自重的眾神使徒～（妮娜[21]）
- 謊言遊戲（加賀谷亞未[22]）
- AI電子基因（三好玲音）
- 大小姐和看門犬（班導）
- 龍族拼圖（ユアン・ランカスター）
- 泡泡糖忍戰（アレク）

2024年
- 碰之道（江見跳[23]）
- 休假的壞人先生（黎明空・黎明麥／綠戰士[24]）
- 偶像大師 閃耀色彩（七草羽月[25]）
- Re:Monster（姊妹花[26]）
- 終末的火車前往何方？（愛麗絲）
- 深夜Punch（屍由良[27]）
- 偶像大師 閃耀色彩 2nd season（七草羽月[28]）
- 哆啦A夢（少女）

### OVA
2018年
- 牽牛花與加瀨同學

### 動畫電影
2009年
- 福音戰士新劇場版：破（操作員）

2011年
- 電影K-ON!（同學〈瀧惠理〉）

2015年
- 光之美少女 All Stars 春之嘉年華♪（天之川綺羅／閃亮天使）
- 劇場版 蒼藍鋼鐵戰艦DC（榛名[29]）
- 劇場版 蒼藍鋼鐵戰艦Cadenza（榛名）
- 電影 Go！Princess 光之美少女 Go！Go！！豪華三部曲！！！（天之川綺羅／閃亮天使）

2016年
- 光之美少女 All Stars 大家歌唱吧♪奇跡的魔法！（天之川綺羅／閃亮天使）

2017年
- 虐殺器官
- 光之美少女 Dream Stars!（天之川綺羅／閃亮天使）

2020年
- 鬼滅之刃劇場版 無限列車篇（瞇瞇眼少女）

### 網路動畫
2015年
- 怪物彈珠（性感壓路機員）

2021年
- The Missing 8（拉斐拉）

### 遊戲
2013年
- 愛絲卡&羅吉的鍊金工房～黃昏天空之鍊金術士～（克羅涅[30]）
- 騎士之約 〜新約英雄大戰〜（阿育王、圖坦卡門[31]）
- 艦隊Collection -艦Colle-（榛名）※一部分的活動

2014年
- 相州戰神館學園 八命陣 天之刻（世良水希）
- 出動！美女警察（蘿拉）
- 美夢俱樂部Gogo.（雅[32]）
- Heros Placement（伊萬里珪砂[33]）
- Fate/hollow ataraxia
- 鐵金剛少女Z ONLINE（卡巴拉、基魯基魯、比魯加斯V5[34]）
- 近月少女的禮儀2（艾斯特·加拉哈·阿諾茲）

2015年
- 問答RPG 魔法使與黑貓維茲（真都斐·那毘佐古）

2016年
- 戰艦世界（榛名[35]）[36]
- 傳頌之物 二人的白皇（希絲）

2017年
- 東京偶像計畫（山田[37]）

2018年
- 偶像大師 閃耀色彩（七草羽月）

2019年
- 新櫻花大戰（望月薊）
- 碧藍航線（阿拉巴馬）
- Fire Emblem Heroes（莉奈雅）

2020年
- 閃耀幻想曲（萩生響）
- 明日方舟（燧石）

2021年
- 超異域公主連結☆Re:Dive（瑪麗亞）
- 碧藍航線（烏爾里希·馮·胡滕）

2023年
- Fate/Samurai Remnant（Saber）

2024年
- Fate/Grand Order（日本武尊[38]）

### 其他
- 不可思議的幻想鄉 系列（上白澤慧音、鍵山雛、幽谷響子）
- 萌萌轉蛋（弓削楓）

## 音樂作品

### 單曲
| 發售日         | 標題          | 規格編號   | 名義   |
| -------------- | ------------- | ---------- | ------ |
| 2010年1月27日  | 爪痕          | VTCL-35082 | hibiku |
| 2014年7月19日  |               | HBK-0002   | hibiku |
| 2014年10月26日 | Plastic Shoes | HBK-0003   | hibiku |
| 2015年4月26日  |               | HBK-0004   | hibiku |

### 專輯
| 發售日       | 標題                | 規格編號 | 名義   |
| ------------ | ------------------- | -------- | ------ |
| 2013年5月5日 | hibiku the Universe | HBK-0001 | hibiku |

### 參加專輯
| 發售日         | 標題                            | 規格編號  | 名義                                   |
| -------------- | ------------------------------- | --------- | -------------------------------------- |
| 2011年11月19日 | Peaceful Garden                 | KURA-0041 | diorama-replica                        |
| 2014年4月10日  | PURE SONGS 3@DREAM C CLUB Gogo. | D3PR-0056 | DREAM C CLUB Gogo. ALL HostGirls（雅） |
| 2014年6月25日  | Purest Blue                     | VTZL-82   | Trident（淵上舞、沼倉愛美、山村響）    |

### 商業搭配
| 樂曲 | 商業搭配                     | 時間   |
| ---- | ---------------------------- | ------ |
| 爪痕 | 電視動畫《吸血鬼同盟》片尾曲 | 2010年 |

### 音樂CD
| 發售日  | 名稱        | 演唱名義                            | 歌曲名稱                                           | 備註                                         |
| 2013年  | 2013年      | 2013年                              | 2013年                                             | 2013年                                       |
| ------- | ----------- | ----------------------------------- | -------------------------------------------------- | -------------------------------------------- |
| 7月24日 |             | Trident（淵上舞、沼倉愛美、山村響） | 「」 「Innocent Blue」                             | 電視動畫《蒼藍鋼鐵戰艦》片尾曲               |
| 2014年  |             |                                     |                                                    |                                              |
| 6月25日 | Purest Blue | Trident（淵上舞、沼倉愛美、山村響） | 「Purest Blue」 「Blue Sky」                       | 電視動畫《蒼藍鋼鐵戰艦》                     |
| 6月25日 | Purest Blue | 榛名（山村響）                      | 「Words」 「Sweet Erorr」                          | 電視動畫《蒼藍鋼鐵戰艦》                     |
| 2015年  |             |                                     |                                                    |                                              |
| 1月28日 | Blue Snow   | Trident（淵上舞、沼倉愛美、山村響） | 「Blue Snow」 「Sentimental Blue」 「Lovely Blue」 | 電影動畫《蒼藍鋼鐵戰艦DC》                   |
| 1月28日 | Blue Snow   | 榛名（山村響）                      | 「Prismatic World」                                | 電影動畫《蒼藍鋼鐵戰艦DC》                   |
| 3月11日 |             | 光之美少女All Stars                 |                                                    | 電影動畫《光之美少女 All Stars 春之嘉年華♪》 |

### 未音源化歌曲
- 文化放送主題Jingle（文化放送ステーションサウンド；2015年12月7日 - ）[39][40]

## 外部連結
- 東京俳優生活協同組合公開簡歷 （页面存档备份，存于）（日語）
- 山村響官方部落格 「Take the Funny Train」powered by Ameba （页面存档备份，存于） （二代、2011年4月6日〜、Ameba 部落格）（日語）
- 山村響的X（前Twitter）（日語）
- 山村響的Facebook專頁（日語）